# Đinh Thị Phương Khanh
Đinh Thị Phương Khanh (sinh ngày 30 tháng 9 năm 1978) là một chính trị gia người Việt Nam. Bà từng là đại biểu Quốc hội Việt Nam khóa 13 nhiệm kì 2011-2016, thuộc đoàn đại biểu Quốc hội tỉnh Long An.

## Xuất thân
Đinh Thị Phương Khanh quê quán ở xã Hòa Phú, huyện Châu Thành, tỉnh Long An. 

## Giáo dục
- Thạc sỹ Kinh tế nông nghiệp
- Cao cấp lí luận chính trị

## Sự nghiệp
Bà gia nhập Đảng Cộng sản Việt Nam vào ngày 24/4/2006.
Ngày 22 tháng 5 năm 2011, bà đã trúng cử đại biểu Quốc hội năm 2011 ở đơn vị bầu cử số 2 tỉnh Long An gồm Huyện Châu Thành, huyện Tân Trụ, huyện Cần Đước, huyện Cần Giuộc và thành phố Tân An.
Từ 2011 đến 2016, bà là Ủy viên Ban Thường vụ Đảng ủy, Phó Giám đốc Sở nghiệp và phát triển nông thôn tỉnh Long An.